# Anthony Comstock
Anthony Comstock, né le 7 mars 1844 à New Canaan (Connecticut) et mort le 21 septembre 1915 à Summit (New Jersey), est un inspecteur postal des États unis et secrétaire de la New York Society for the Suppression of Vice (NYSSV). Il a plaidé toute sa vie en faveur du maintien de la morale victorienne. Il a lutté contre la littérature obscène, les jeux d'argent, la prostitution et le charlatanisme.
Les termes comstockery et comstockism renvoient à sa vaste campagne de censure de tout ce qu’il considérait comme obscène, c'est-à-dire de tout ce qui parlait même indirectement de sexe dans l'espace public, y compris les documents pour le contrôle des naissances annoncés ou envoyés par la poste. Il a contribué personnellement à la rédaction du Comstock Act, ou Loi Comstock.
Il a utilisé ses fonctions au service postal et à la NYSSV (en association avec la police de New York) pour procéder à de nombreuses arrestations pour obscénité et jeux d'argent.

## Biographie
Comstock est né à New Canaan dans le Connecticut, il est le fils de Polly Ann et de Thomas Anthony Comstock.
Dès son jeune âge, il s’enrôle et se bat pour l’union pendant la guerre de Sécession de 1863 à 1865 dans la Compagnie H, 17e régiment d’infanterie du Connecticut. Il sert sans causer d'incident mais s’oppose aux blasphèmes utilisés par ses camarades soldats. Par la suite, il est actif au sein de la Young Men’s Christian Association dans la ville de New-York.
Comstock a vécu à Summit, dans le New Jersey, de 1880 à 1915. Il y a construit une maison en 1892 au 35 Beekman Road et y est décédé en 1915.

### Engagement dans la censure

#### Religiosité chrétienne
Comstock reçoit un fort soutien de la part de groupes confessionnels préoccupés de morale publique mais est honni par les principaux groupes de défense des libertés civiles.
Comstock, le soi-disant « désherbeur dans le jardin de Dieu », fait arrêter D. M. Bennett pour avoir publié sa « Lettre ouverte à Jésus Christ » et fait poursuivre le rédacteur en chef pour avoir envoyé une lettre ouverte d'amour. Bennett est poursuivi, fait l'objet d'un procès largement médiatisé et est emprisonné au Pénitencier d'Albany.
Au cours de sa carrière, Comstock se confronte à Emma Goldman et Margaret Sanger. Dans son autobiographie, Goldman parle de Comstock comme du leader des « eunuques moraux » de l'Amérique. Comstock a de nombreux ennemis, et dans les années suivantes, sa santé se ressent d'un coup sévère porté à la tête par un agresseur anonyme. Il donne des conférences à l'université et écrit des articles de journal pour soutenir ses causes. Avant sa mort, il suscite l'intérêt d'un jeune étudiant en droit, J. Edgar Hoover, intéressé par ses idées et ses méthodes.

#### Au service du gouvernement américain
En 1873, Comstock crée la New York Society pour la suppression des vices, une institution destinée à la surveillance des mœurs du public. Plus tard dans l'année, Comstock réussit à convaincre le Congrès des États-Unis d'adopter la loi Comstock, qui rend illégale la distribution par courrier ou par d'autres moyens de transport de matériel « obscène ou lascif ». Cette loi interdit toute méthode de production ou de publication d'informations concernant l'avortement, la contraception et la prévention des maladies vénériennes.
La conception de Comstock de ce qui pourrait être « obscène ou lascif » est très étendue. En effet, à l'époque où il possède énormément de pouvoir, même certains manuels d'anatomie ne peuvent pas être envoyés aux étudiants en médecine via le service postal des États-Unis.
Il est un fin connaisseur des rouages de la politique à New York et est nommé agent spécial des services postaux des États-Unis, avec des pouvoirs de police, y compris le droit de porter une arme. Avec ce privilège, il poursuit avec zèle ceux qu'il soupçonne de diffusion publique de pornographie ou de fraude commerciale. Il participe également à la fermeture de la Louisiana Lottery, la seule loterie légale aux États-Unis à l'époque qui était connue pour sa corruption.

#### Opposition aux droits des femmes
Comstock est également connu pour son opposition aux suffragettes Victoria Claflin Woodhull et sa sœur, Tennessee Celeste Claflin, et à toutes celles qui leur sont associées. Le journal masculin The Days' Doings a popularisé les images des sœurs pendant trois ans et avait reçu l'ordre de son rédacteur en chef (en présence de Comstock) de cesser de produire des images obscènes. Comstock a également intenté une action en justice contre le journal pour avoir fait de la publicité pour des contraceptifs. Lorsque les sœurs ont publié un article sur une affaire d'adultère entre le révérend Henry Ward Beecher et Elizabeth Tilton, il a fait arrêter les sœurs en vertu de lois interdisant l'utilisation du service postal pour distribuer du « matériel obscène » - en particulier une citation biblique mutilée que Comstock a trouvée obscène - même si elles ont ensuite été acquittées des accusations.
Ida Craddock (en), moins chanceuse, s'est suicidée à la veille de se présenter à la prison fédérale pour avoir distribué par la poste aux États-Unis The Wedding Night, essai qu'elle a écrit sur le mariage contenant divers conseils sexuellement explicites. Son dernier écrit était une longue lettre de suicide condamnant spécifiquement Comstock.
Madame Restell (en), connue pour avoir pratiqué l'avortement, est arrêtée par Comstock. En 1878, il se fait passer pour un client cherchant à obtenir une contraception pour sa femme. Restell lui fournit des pilules ; il revient le lendemain avec la police et l'arrête. Elle se suicide le lendemain.

#### Destruction de livres
Comstock aurait notamment détruit 15 tonnes de livres, près de 130 tonnes de plaques pour l'impression d'ouvrages « douteux » et près de 4 000 000 images.

## Héritage
Le terme « comstockery », qui signifie « censure pour cause d'obscénité ou d'immoralité perçue », a été inventé dans un éditorial du New York Times en 1895. George Bernard Shaw a utilisé ce terme en 1905 après que Comstock eut averti la police new yorkaise du contenu de la pièce de Shaw, Mme Warren's Profession. Shaw a fait remarquer que « la comstockery est la plaisanterie du monde entier aux dépens des États-Unis. L'Europe aime entendre parler de telles choses. Cela confirme la conviction profonde de l'Ancien Monde que l'Amérique est un lieu provincial, une civilisation de second ordre, après tout. » Comstock considérait Shaw comme un « marchand de cochonneries irlandais ».